# SM U-61
U-61 – niemiecki okręt podwodny (U-Boot) typu U-57 z okresu I wojny światowej. 

## Historia
Okręt został zbudowany w stoczni AG Weser w Bremie. Wodowanie odbyło się 22 lipca 1916, a 2 grudnia 1916 roku okręt oficjalnie wszedł w skład marynarki wojennej. Dowódcą okrętu został Victor Dieckmann.
Priorytetowym celem U-61 było atakowanie statków transportowych w okolicach Wysp Brytyjskich. Okręt szerzył spustoszenie w szeregach wroga, zatapiając i uszkadzając liczne jednostki alianckie.
Okręt został zatopiony 26 marca 1918 roku przez amerykański ścigacz okrętów podwodnych „PC-51”. Wraz z zatopionym okrętem zginęła cała 36-osobowa załoga.
U-61 był jednym z najlepszych okrętów podwodnych I wojny światowej. Zatopił 33 statki o łącznym tonażu 84 546 BRT. Oprócz tego uszkodził 7 jednostek alianckich, w tym amerykański niszczyciel USS „Cassin” (1020 t).